# إم آر 41
إم آر 41 MR 41 رأس حربي نووي حراري فرنسي، صنع ليحمل على صواريخ إم 1 وإم 2 في غواصات الصواريخ البلاستية.
بلغت قوته التدميرية 500 كيلو طن، وكان قنبلة نووية انشطارية مصنوعة من اليورانيوم عالي التخصيب ومركب مع الديوتيريوم والتريتيوم.
دخل الخدمة عام 1972 وسحب منها في نهاية 1979، واستبدل بالرؤوس الحربية تي إن 60. 